# Крипозоиды
«Крипозоиды», «Ползуны» (англ. Creepozoids) — малобюджетный научно-фантастический американский фильм ужасов 1987 года, является первой 35-мм картиной, снятой режиссёром Дэвидом Де Кото с Линнеей Куигли, Кеном Абрахамом, Майклом Арандой и Ким Маккарни в главных ролях.
Слоганы: «Твоя плоть будет ползти прямо с твоих костей». «Держись подальше от тёмных углов». «Подвиньтесь, Чужие, сюда идут Крипозоиды». «Даже если вы убиваете их, они все еще смертельны».

## Описание сюжета
Время событий — 1998 год, через 6 лет после ядерной войны. Группа военных дезертиров спасается от кислотного дождя в заброшенном лабораторном комплексе. Исследуя здание, они вскоре находят исправный компьютер и дневники учёных, работавших над секретными экспериментами, из чего узнают, что лаборатория являлась сверхсекретным правительственным научным центром, где всё ещё скрывается отвратительный генетически созданный монстр.

## В ролях
| Актёр             | Роль            |
| ----------------- | --------------- |
| Линнея Куигли     | Бьянка          |
| Кен Абрахам       | Бутч            |
| Майкл Аранда      | Джесси          |
| Ричард Л. Хоукинс | Джейк           |
| Эшлин Гир         | Кейт            |
| Джои Уилсон       | женщина (камео) |

## Производство
«Фильм был снят за 15 дней в павильоне Лос-Анджелеса. Я думаю, бюджет фильма был примерно 150,000 долларов. Это было трудно снимать, так как делались все спецэффекты и монстры».
После выхода, фильм получил преимущественно отрицательные отзывы. TV Guide оценил фильм в 1 звезду из 5, назвав фильм имитацией «Чужого». Рейтинг фильма на IMDb — 3,50. На КиноПоиске — 3,89.
Фильм был выпущен на видеокассетах, а 9 декабря 2003 года — на DVD. Также фильм вышел и на Blu-Ray.
В России фильм был выпущен на видеокассетах студией «Варус-Видео» (конец 90-х), в 2005 году фильм был выпущен на DVD дистрибьютором «Диона-Филмз».